# Bravantice
Bravantice (in het lokale dialect: Brabantice en Duits: Brosdorf) is een Silezische gemeente in de Tsjechische regio Moravië-Silezië, en maakt deel uit van het district Nový Jičín. Bravantice telt 1013 inwoners (2023).

## Geschiedenis
- 1370 – De eerste schriftelijke vermelding van Bravantice.
- 1979 – De gemeente Bravantice wordt geannexeerd door de stad Bílovec.
- 1999 – Bravantice wordt (opnieuw) een zelfstandige gemeente.[1]

Albrechtičky ·
Bartošovice ·
Bernartice nad Odrou ·
Bílov ·
Bílovec ·
Bítov ·
Bordovice ·
Bravantice ·
Frenštát pod Radhoštěm ·
Fulnek ·
Heřmanice u Oder ·
Heřmánky ·
Hladké Životice ·
Hodslavice ·
Hostašovice ·
Jakubčovice nad Odrou ·
Jeseník nad Odrou ·
Jistebník ·
Kateřinice ·
Kopřivnice ·
Kujavy ·
Kunín ·
Libhošť ·
Lichnov ·
Luboměř ·
Mankovice ·
Mořkov ·
Mošnov ·
Nový Jičín ·
Odry ·
Petřvald ·
Příbor ·
Pustějov ·
Rybí ·
Sedlnice ·
Skotnice ·
Slatina ·
Spálov ·
Starý Jičín ·
Studénka ·
Suchdol nad Odrou ·
Šenov u Nového Jičína ·
Štramberk ·
Tichá ·
Tísek ·
Trnávka ·
Trojanovice ·
Velké Albrechtice ·
Veřovice ·
Vražné ·
Vrchy ·
Závišice ·
Ženklava ·
Životice u Nového Jičína